# Robert Craddock
Pour les articles homonymes, voir Craddock.
Robert « Bob » W. Craddock (né le 5 septembre 1923 à Pittsburgh en Pennsylvanie et mort le 28 mars 2003 à Myrtle Beach en Caroline du Sud) était un joueur américain de football d'origine galloise, qui évoluait en tant qu'attaquant.

## Biographie

### Carrière de club
Craddock passe toute sa carrière dans sa Pennsylvanie natale dans deux clubs, les Castle Shannon et Harmarville. Il évolue à Harmarville lorsqu'il est appelé à disputer la coupe du monde 1950. Harmarville remporte les coupes nationales amateurs 1950 et 1951 et les U.S. Open Cup 1952 et 1956.

### Équipe nationale
Craddock fait partie de l'effectif américain qui dispute le mondial 1950, mais ne joue aucun match. Il joue son premier match lors d'une victoire 3-0 contre Haïti le 4 avril 1954.

### Hommage
Il a été intronisé, en 1976, aux États-Unis au National Soccer Hall of Fame, avec les autres membres de l'équipe de la Coupe du Monde de 1950. Son père Robert B. Craddock en fait également partie.